# Fotonegatief
Fotonegatief of lichtschuwend is een term in de biologie die gebruikt wordt om dieren aan te duiden die licht mijden. Voorbeelden zijn een aantal kikkers en hagedissen; ook bij ongewervelden komen fotonegatieve soorten voor, zoals de fluweelwormen (Onychophora). 